# Gostiradiće
Gostiradiće (izvirno srbsko Гостирадиће) je naselje v Srbiji, ki upravno spada pod Občino Raška; slednja pa je del Raškega upravnega okraja.

## Demografija
V naselju, katerega izvirno (srbsko-cirilično) ime je Гостирадиће, živi 50 polnoletnih prebivalcev, pri čemer je njihova povprečna starost 56,6 let (57,5 pri moških in 55,9 pri ženskah). Naselje ima 27 gospodinjstev, pri čemer je povprečno število članov na gospodinjstvo 1,96.
To naselje je popolnoma srbsko (glede na rezultate popisa iz leta 2002).
|  |

| Demografija | Demografija     | Demografija     |
| Leto        | Št. prebivalcev | Št. prebivalcev |
| ----------- | --------------- | --------------- |
|             |                 |                 |
|             |                 |                 |
|             |                 |                 |
|             |                 |                 |
| 1948        | 175             |                 |
| 1953        | 180             |                 |
| 1961        | 185             |                 |
| 1971        | 161             |                 |
| 1981        | 119             |                 |
| 1991        | 83              | 83              |
| 2002        | 53              | 53              |
|             |                 |                 |

| Etnična sestava po popisu iz leta 2002 | Etnična sestava po popisu iz leta 2002 | Etnična sestava po popisu iz leta 2002 | Etnična sestava po popisu iz leta 2002 | Etnična sestava po popisu iz leta 2002 |
| -------------------------------------- | -------------------------------------- | -------------------------------------- | -------------------------------------- | -------------------------------------- |
| Srbi                                   | Srbi                                   |                                        | 53                                     | 100,0%                                 |
| Neznano                                | Neznano                                |                                        | 0                                      | 0,0%                                   |